# Auckland Grammar School
Auckland Grammar School és una escola d'educació secundària a Auckland, Nova Zelanda, establerta el 1869. Ofereix ensenyament a joves de 13 a 18 anys.
L'escola també té un determinat nombre d'edificis hospitalaris, que estan situats al costat de l'escola. És una de les escoles més grans de Nova Zelanda.